# Epiphany (Angel)
Epiphany conocido como Epifanía, Mensaje divino en América Latina y en España como Epifanía. Es el décimo sexto episodio de la segunda temporada de la serie de televisión estadounidense Ángel. Escrito por Tim Minear y dirigido por Thomas J. Wright. El episodio se estrenó originalmente el 27 de febrero del año 2001 por la WB Network. En este episodio Ángel tiene una epifanía luego de tener una vacía noche con Darla que lo deja con su alma intacta. Por instrucción del alfitrion Ángel parte para rescatar a sus amigos de un muerte segura por el más reciente caso en el que se han involucrado. 

## Argumento
Unas pocas horas después de entregarse completamente a Darla en una noche de sexo Ángel, para su propia sorpresa y para el disgusto de Darla, se despierta con el alma intacta. Angel afirma que Darla lo salvó de cometer un terrible error y le advierte a la misma de no volver a buscarlo o la matara la próxima vez que la vea. 
Mientras tanto Cordelia llega a la residencia de los Sharps, donde se encuentra con los cadáveres de la familia y a varios demonios que resultan tener el mismo ojo en la parte posterior del cráneo, los responsables de haber infectado a Stephanie. Cordelia se da cuenta de que los demonios quieren vengar la muerte del huevecillo que alojaron en Stephanie, infectando a los responsables. Acto seguido le insertan a Cordelia un huevecillo en su cráneo.
Ángel corre hasta el apartamento de Kate y sin recibir una invitación pasa al apartamento, viéndose en la obligación de despertar a una inconsciente Kate. Ángel consigue resucitar a la policía, pero esta no se muestra muy agradecida con él y lo corre de su apartamento. Desorientado, Ángel decide visitar a El Anfitrión en el bar Caritas, a pesar de ser ya muy tarde. El Anfitrión le comenta que esta feliz de su epifanía y le advierte que es la oportunidad perfecta de reconciliarse con sus amigos, ya que ve que los mismos están a punto de ser exterminados por unos demonios relacionados con su más reciente caso.
Advertido del peligro que corren sus ex empleados, Ángel consigue rescatar a Wesley de otros demonios que pensaban secuestrarlo. Wesley le explica al vampiro que los demonios son unos Skillosh y que tratan de vengar la muerte de un miembro que mataron al sanar a Stephanie Sharp. Gunn regresa a las Investigaciones Ángel para ayudar a Wes y Ángel a localizar a Cordelia. Al no encontrar evidencia en la oficina de que Cordy haya sido secuestrada, todos deciden ir a la casa de los Sharp al descubrir que su amiga fue para allá. 
En su camino al hogar de los Sharps, la pandilla es interceptada por varios miembros Skiloshs que tratan de secuestrarlos. Ángel se ofrece detenerlos y les deja el camino abierto a Gunn y a Wesley para que vayan por Cordelia. Durante el combate Ángel es atacado por un enfurecido Lindsey quien trata de vengar lo que sucedió con Darla, Angel se ve en la obligación de dejarlo fuera de combate y usar su camioneta para alcanzar a sus amigos.
En el hogar de los Sharps, Cordelia se recupera de su infección para enterarse de que tiene un ojo creciendo en la parte trasera de su nuca y por si fuera poco Wesley y Gunn son atrapados por el resto de los Skilosh. Justo cuando parecía el fin de la pandilla, aparece Ángel que lucha contra los Skilosh mientras Wesley y Gunn curan a Cordelia del huevecillo. Al día siguiente Ángel le revela a su equipo que está dispuesto a reconciliarse con sus ex amigos y se ofrece a trabajar con ellos, una propuesta que aceptan de mala gana. Aunque luego cambian de parecer cuando Ángel tiene la consideración de atrapar a Cordelia cuando tiene una visión de un nuevo caso.

## Elenco
- David Boreanaz como Ángel.
- Charisma Carpenter como Cordelia Chase.
- Alexis Denisof como Wesley Wyndam Pryce.
- J. Agust Richards como Charles Gunn.

## Continuidad
- Ángel se reconcilia con su equipo empezando a "trabajar para ellos".
- La noche de pasión entre Darla y Ángel carga con grandes consecuencias para la tercera temporada: el nacimiento de Connor.
- Este episodio marca la última aparición de Kate Lockley en la serie hasta Ángel: After the Fall una saga canónica de historietas después del fin de la serie.
- Crossover con Buffy: Después de los eventos de este episodio Ángel visita a Buffy en Sunnydale para consolarla por la muerte de su madre.